# Cyrtinus hubbardi
Cyrtinus hubbardi är en skalbaggsart som beskrevs av Fisher 1926. Cyrtinus hubbardi ingår i släktet Cyrtinus och familjen långhorningar.
Artens utbredningsområde är:
- Guadeloupe.
- Montserrat.
- Dominica.
- Martinique.

Inga underarter finns listade i Catalogue of Life.